# Giovani dell'Italia dei Valori
Giovani dell'Italia dei Valori (acronimo GIV) è stata un'associazione culturale giovanile autonoma italiana, legata al partito Italia dei Valori. È stata sciolta nel 2010 con la contemporanea nascita del Dipartimento giovani di IDV.
Si riconosceva in una cultura liberaldemocratica e riformista, nelle idee dei Manifesti di Oxford del 1947, 1967, 1997 e dell'Internazionale liberale.
È stata un'associazione giovanile italiana di carattere politico, socio fondatore del Forum Nazionale Giovani, accreditata dal dicembre 2005 come "full member" del Lymec, il movimento europeo dei giovani liberali (il movimento giovanile legato all'ALDE, terzo gruppo del Parlamento europeo) e Member dell'IFLRY (International Federation of Liberal Youth) da dicembre 2007.
L'organizzazione accoglieva i giovani di età compresa tra i 14 e i 35 anni e l'iscrizione non comportava l'adesione al partito Italia dei Valori.

## Storia
Il GIV nasce il 19 febbraio 2003 ad opera di Massimo Bernacconi. Il 27 maggio 2004 viene registrato a Milano lo Statuto. Il 25 luglio 2004 il 1º Congresso a Roma viene trasmesso in differita su Radio Radicale.
Il 26 marzo 2004 a Zagabria presenta all'assemblea del Lymec la propria candidatura e l'assemblea vota l'affiliazione. Giv diventa applicant member, il primo livello di membership, dalla durata non inferiore a 12 mesi.
Il 17 ottobre 2004, invia il proprio osservatore internazionale Alberto Capra con delegazione LYMEC a Minsk, in Bielorussia, per il referendum costituzionale che vedrà la concessione della candidatura per il terzo mandato del presidente filorusso Aljaksandr Lukašėnka.
Nella primavera del 2005 aderisce al comitato referendario lanciato dai radicali volto a promuovere i quattro quesiti referendari sulla fecondazione assistita.
Il 2 dicembre 2005 ad Helsinki presenta la candidatura come full member del Lymec e l'assemblea approva con voto all'unanimità.
Lo Statuto viene modificato dall'Assemblea dei Soci il 27 e 28 dicembre 2005 a Pescasseroli.
Nel 2004, 2005, 2006, 2007 i consiglieri nazionali Alessandro Corazza, Alberto Capra, Matteo Castellarin, Lorenzo di Pietro, Luca Pasqualotto, Karen Visani e il Cassiere/Tesoriere GIV, Maurizio Mastropasqua sono delegati dal presidente di Italia dei Valori, Antonio Di Pietro, a rappresentare il partito al congresso del gruppo parlamentare europeo ELDR.
Nel 2006 GIV ha realizzato un ciclo di incontri itineranti in Piemonte in occasione della campagna per il referendum sulla riforma costituzionale proposta dal Governo Berlusconi.
Il 1º settembre 2006 a Roma ricevono una delegazione di JNC (Joventut Nacionalista de Catalunya), prima parte del gemellaggio.
Il 22 settembre 2006 a Vasto, si tiene la prima festa dei valori, convegno "Politiche giovanili: l'Italia al passo con l'Europa?", ospiti il Presidente del Forum Nazionale Giovani Cristian Carrara, il vice presidente Lymec Pietro Paganini.
Il 4 novembre 2006 a Roma si tiene il Convegno "L'Europa e la costruzione della Società delle Conoscenze" con l'intervento dei Consiglieri Nazionali Marco d'Acri, Alberto Capra e Dario Tarsia e il Ministro delle Infrastrutture on. Antonio di Pietro.
Il 1º dicembre 2006, a Tarragona, seconda parte del gemellaggio. Una delegazione GIV composta dai membri dell'esecutivo nazionale è ospite di JNC in occasione del loro congresso, che vede la partecipazione del deputato spagnolo Artur Mas.
Il 27 marzo 2007, aderisce al Coordinamento delle associazioni che lottano per l'approvazione di una vera legge sulla class action.
Il 29 agosto 2007, lancia con i Giovani Liberaldemocratici il Comitato "Kenneth Foster", che raccoglie l'adesione bi-partisan di tutte le organizzazioni giovanili di partito. Il comitato nasce con l'obiettivo di lanciare un appello per scongiurare la condanna a Morte di Kenneth Foster, cittadino americano, condannato per un crimine che non ha commesso. Kenneth verrà graziato.
L'8 settembre 2007 sarà l'unica associazione giovanile a sostenere ufficialmente il V-Day di Beppe Grillo.
Il 14 settembre 2007 inaugura ad Acquasparta la scuola di formazione politica.
Il 6 ottobre 2007, a Vasto, nell'ambito della seconda festa dei valori, si tiene la conferenza dal tema "I giovani: una generazione antimafia".
Il 22 ottobre 2007 fu l'unica associazione giovanile a sostenere il GIP Clementina Forleo ed il magistrato Luigi De Magistris con una raccolta di firme nazionale per una petizione.
GIV è stato commissariato nel 2008 e
poi sostituito all'interno di IDV dopo il congresso nazionale di IDV del febbraio 2010, dal Dipartimento Giovani di IDV,, con coordinatore Rudi Russo.

## Coordinatore nazionale
- Lorenzo Di Pietro (2004-2006; 2006-2008)
- Massimo Romano (2008-2009) commissario IDV
- Paola Calorenne (2009-2010) commissaria IDV